# منظومة دا فينشي الجراحية
روبوت دافنشي أو نظام دافينشي الجراحي منظومة دا فينشي الجراحية هي منظومة جراحية روبوتية تصنعها شركة (انتيوتف سرجكال) للمعدات الطبية الجراحية. تمت المصادقة عليه من قبل منظمة الدواء والغذاء الأمريكية (FDA) في عام 2000، وهو نظام مصمم لتسهيل العمليات الجراحية المعقدة باستخدام طرق جراحية طفيفة التوغل، ومسيطر عليها من قبل الجراح من وحدة التحكم، ويستخدم النظام عادة لاستئصال البروستاتا، وعلى نحو متزايد لإصلاح صمام القلب والعمليات الجراحية الخاص بأمراض النساء.
يزيد هذا الروبوت من سرعه العمليات الجراحية بنسبة 30 في المائة، كما ويمكن أثناء العملية الجراحية الوصول إلى مواضع في جسم المريض وشق شقوق فيه لأجل العملية الجراحية، لا يمكن للطبيب الجراح الوصول إليها.
طور هذا الروبوت فكرة الجراحة عن بعد، حيث يمكن أن يكون في بلد بعيد عن مكان مكوث المريض وأن يقوم بعمليه جراحيه له عن بعد عن طريق هذا الروبوت.

## سبب التسمية
سُمّيَ هذا الجهاز نسبة إلى ليوناردو دافينشي، إيطالي الأصل، متعدد الثقافات التي تضمنت مجالات اهتماماته الهندسة المعمارية، علم التشريح، الرسم، الاختراعات، الفلسفة، علم النباتات، والرياضيات. وتُعتبر مساهماته في الرسومات التشريحية التي تصف جسم الإنسان وساهمت في فهم بنية أجسامنا الداخلية بالإضافة إلى مهاراته الميكانيكية مصدراً لصنع أول روبوت معروف في التاريخ عام 1495.

## مكوّنات الجهاز ومهمة كل منها
تعمل هذه الآلة فقط عندما يميل الطبيب برأسه مقتربًا من الشاشة حيث أن هذه الشاشة ثلاثية الابعاد تعرض للجراح تقدم سير العملية الجراحية أثناء اجرائها للمريض، كما وتبعد وحده التحكم هذه عدة اقدام عن طاولة العمليات، واسفل هذه الشاشة تكون أدوات التحكم الموصولة بالأدوات الجراحية.

## طاولة استلقاء المريض
إلى هذه الطاولة تثبت ثلاثة أذرع أو ذراعان، وذلك بحسب الحاجة، فمثلا في بعض العمليات الجراحية يتم استخدام أربعة أذرع، بمساعدة هذه الاذرع يمكن الدخول إلى جوف المريض لأجل اتمام العمل الجراحي، كما أنّ أحد هذه الاذرع تحوي منظاراً لتصوير عمل الاذرع وعرضه على الشاشة في وحدة التحكم الجراحية.

## الأدوات الجراحية في نهاية الأذرع
صنعت وبرمجت الأذرع للقيام بحركات تشبه حركه اليد البشرية لكن بدقه أعلى، مما يؤدي إلى خياطه (اغلاق) الشقوق بعد إنجاز العملية الجراحيه بصوره أفضل مما يمْكن للطبيب القيام به باليد البشرية، كما وبإمكان طرف الذراع هذه (المعصم) أن يدور حول نفسه دورة كاملة بتحكم من الطبيب بالقوة المطلوبة وتتراوح بين كسر من الأونصة إلى عده باوندات (وحدة تستعمل لقياس الوزن و تستعمل كذلك لقياس القوة)، وتمتاز هذه الذراع أيضا بعدم الارتجاف أو تغيير المستوى الافقي للعمل مما يوفر مزيدا من التحكم.

## نظام الرؤية ثلاثية الأبعاد
يثبت هذا المنظار على أحد الأذرع المستخدمة أثناء العملية الجراحية ويبث صورة  معدلة ثلاثية الابعاد إلى الشاشة في وحدة التحكم، ويعطي هذا الجهاز حوالي ألف صورة واضحة بدقه عالية لحركة الأداة الجراحية في الثانية الواحدة وتتم تنقيتها لمنع تشويش الخلفية على صوره الأداة الجراحية وأثناء حركتها.
إن نظام الرؤية هذا مبرمج على ضبط درجه الحرارة لطرفه لكي يتم منع ظهور الضباب في حال تغيرت درجات الحرارة بزيادة أو نقصان، وباستطاعة الطبيب أن يعدل المشهد إلى آخر عن طريق دواسة تكون عند قدمه. 
وأيضا يحوي الجهاز بطارية تمكنه من العمل لمده 20 دقيقه اضافية، في حال انقطاع التيار الكهربائي عنه.

## طريقة إجراء الجراحة
تكون طريقه الدخول إلى جوف جسم المريض من خلال الروبوت الجراح لأجل اتمام العملية الجراحية عن طريق شقوق صغيرة متعددة، بحسب الحاجة وتكون متقاربة، بينما أثناء القيام بعملية جراحية تقليدية تكون طريقة الدخول إلى جوف المريض عن طريق شق واحد فقط وكبير.
إن ميزه أن تكون الشقوق صغيرة يقلل من اصابة المريض بتلوثات أو حتى يجعلها معدومة، مما يقلل من آلام المريض  وفترة مكوثه في المشفى، بالإضافة إلى ضهور نتائج أفضل من المتوقع.
يحد هذا الجهاز من نزيف الدم أثناء العملية الجراحية، مما يمكننا من التخلي عن نقل كميات دم أكثر إلى المريض.

## الكلفة
اقبلت العديد من المشافي على شراء هذا الجهاز عالي الدقة وغالي التكلفة، حيث أنها برمجت الروبوت الجراح هذا بعد عدة نكسات تَطَلَبَ المزيد من الأموال لأجل تنظيم حركه المعدات وكانت مبيعات الشركة المصنعة له عام 2004 وحدها حوالي 138.8 ميلون دولار بتكلفه تعادل 1.5 مليون دولار لكل جهاز مباع.

## بعض المساوئ لهذا الجهاز
1- في حال حدوث خلل ما أثناء العملية الجراحية عن طريق روبوت دافينشي، واضطرار الطبيب إلى إجراء عملية جراحية تقليديه، فالمريض حينها يحتاج إلى جرعات زائده من المخدر، وقد يتسبب هذا بخلل في الخلايا لدى المريض.
2- في حال حدوث تصادم غير مرغوب بين الأذرع أثناء القيام بالعملية الجراحية، لا يوقف عملها وقد يتسبب هذا في مشكله وأخطاء قد تؤدي إلى فشل العملية الجراحيه.
3- الكلفة العالية لهذا الجهاز.